# Гальперин, Юлий Аркадьевич
Юлий Аркадьевич Гальперин (12 марта 1928, Одесса, Украинская ССР, СССР — 27 мая 2015, Одесса, Украина) — советский и украинский живописец, народный художник Украины (2008).

## Биография
Любил рисовать с раннего детства, обучался в изобразительной студии.
В годы Великой Отечественной с 1941 по 1942 гг. был «сыном полка» 25-й Чапаевской дивизии, где его мать, Сара Исааковна Шапиро, служила санинструктором. С конца 1942 по 1944 гг. находился с матерью в эвакуации. Вернулись в Одессу после освобождения города в апреле 1944 г.
Военные годы легли в основу серии работ под названием «Вспоминая, детские годы». Параллельно с учебой в Одесском нефтяном техникуме, подрабатывал художником в Торговой палате и Художественном фонде, сотрудничал с одесским издательством «Маяк».
Учился в Московском полиграфическом институте, факультет художественного оформления книги (1960-65).
В 1971 г. становится членом Союза художников УССР (Национальный союз художников Украины). Архивная копия от 7 апреля 2017 на Wayback Machine
В творческой биографии Юлия Гальперина более 100 выставок.
Его картины представлены в музеях России — Магнитогорская художественная картинная галерея, Украины — Национальный музей украинского изобразительного искусства (г.Киев), Львовский музей искусств, Херсонская картинная галерея, Чугуевская художественная картинная галерея им. Е.Репина и т. д., а также в частных коллекциях Австралии, Германии, Израиля, Канады, России, США, Франции, с авторской подписью «ЮГА», которая является псевдонимом художника.
В 2003 г. художник передал в дар одесским благотворительным организациям, музеям, детским домам и городу Ильичевску более 200 своих произведений.

## Награды и звания
- Народный художник Украины (2008)[2].
- Заслуженный художник Украины (1995)[3].
- Лауреат премии «Народное признание» в номинации «Художник года» (2005)[4] Архивная копия от 8 апреля 2017 на Wayback Machine.

## Семья
- Первая жена (1948-1978) Вайман Соня Михайловна (р. 17 ноября 1928 года); 
  - дочь Людмила Юльевна Лерман (р. 5 марта 1950 года);
    - внук Лерман Давид (Lerman David) (р. 8 апреля 1970 года);
      - 2 правнука

    - внучка Фельдман Сара (Feldman Sara) (р. 20 сентября 1977 года);
      - 2 правнука
- Вторая жена (1978-2015)- Чернобродская-Гальперина Анна Семеновна (р. 10 апреля 1956 года);
  - сын Александр Юльевич Гальперин (4 октября 1978);
    - внучка